# Het Blok
Het Blok is een Nederlands televisieprogramma dat sinds 2004 uitgezonden wordt op de Nederlandse televisiezender NET5.

## Format
De programmaformule is gebaseerd op het Australische  televisieprogramma "The Block". In Nederland wordt het programma geproduceerd door het productiehuis Beeldbrigade. In Vlaanderen loopt een identiek programma onder de naam The Block op VT4, geproduceerd door Kanakna. Het wordt daar "The Block" genoemd, om associatie met het Vlaams Blok te vermijden. 
De regels verschillen per serie, maar zijn ongeveer als volgt (voor details zie de betreffende paragraaf):
Vier stellen verbouwen naast hun dagelijkse werkzaamheden in de avonduren en weekeinden in 77 dagen elk één appartement. Daarnaast zijn er ook een aantal reservestellen voor als een stel door omstandigheden het blok moet verlaten. Dan wordt de verbouwing van het appartement van het betreffende stel overgenomen door één van deze reservestellen, zodat uiteindelijk alle vier de appartementen op tijd af zijn. Er is een budget per appartement van zo'n € 33.000, naar eigen inzicht te besteden. Elke twee weken moet één kamer opgeleverd worden die dan beoordeeld wordt door een vakjury die de beste met een prijs (meestal geld) beloont. Ook de andere stellen moeten hierbij de betreffende kamer beoordelen. Na 77 dagen dient de verbouwing klaar te zijn en worden de appartementen geveild. Alle stellen mogen de eventuele meerwaarde zelf houden. Winnaar wordt het stel met de hoogst bereikte meerwaarde, en dit stel krijgt nog eens €50.000. Hierbij moeten de deelnemers ook nog een gezamenlijke opdracht vervullen. Het eerste jaar was deze opdracht het samen verbouwen van een vijfde appartement (een kleine studio). De meerwaarde hiervan werd gedeeld.
Het tweede en derde jaar was de opdracht het centrale trappenhuis opknappen. Na de oplevering bepalen de bewoners welk stel volgens hen het hardst hieraan gewerkt heeft: dat mag dan het geldbedrag in het eigen appartement investeren.

## Verloop en deelnemers

### Nederland

#### Seizoen 1 - 2004
Locatie: Czaar Peterstraat te Amsterdam waar 4 appartementen per stel en een klein "bonusappartement" gezamenlijk verbouwd werd. De meerwaarde van het laatste bleek € 9000 wat verdeeld werd onder de stellen. De uitslag werd:
| # | Koppel                        | Meerwaarde          |
| - | ----------------------------- | ------------------- |
| 1 | Lieke en Michon               | € 45.000 - winnaars |
| 2 | Wina en Jochem                | € 14.000            |
| 3 | Brett Gardner & Tobias Bracht | € 10.000            |
| 4 | Elmer en Nanet                | geen meerwaarde     |

Met name Brett en Tobias bleven vanwege hun excentrieke optreden in Het Blok nog enige tijd bekende Nederlanders en waren te zien in reclames.

#### Seizoen 2 - 2005
Locatie: Brouwersgracht 155 te Amsterdam. De veiling vond plaats op 12 december 2005. In tegenstelling tot 2004 werd er flink geboden en was de belangstelling groot. De uitslag werd:
| # | Koppel                                | Meerwaarde                                                     |
| - | ------------------------------------- | -------------------------------------------------------------- |
| 1 | Merel en Rogier                       | € 56.000, winnaars                                             |
| 2 | Vasco en Kim (vervingen Olaf en Olga) | € 45.900                                                       |
| 3 | Sander en Nicoline                    | € 45.500, winnaar publieksprijs van € 10.000                   |
| 4 | Paul en Maschja                       | geen meerwaarde                                                |
| 5 | Olaf en Olga                          | verwijderd uit programma vanwege meermalen falen op klusgebied |

#### Seizoen 3 - 2006
Locatie: Weteringschans te Amsterdam. Nieuw was dat niet alleen stellen, maar ook vrienden, exen en familieleden zich konden aanmelden. Het was ook mogelijk om je als single op te geven maar dat is niet gebeurd. Ook begon het seizoen met vijf duo's maar waren er maar vier appartementen om op te knappen, dus na een wedstrijd viel er één stel af. De uitslag werd:
| # | Koppel                                                                                             | Meerwaarde                                  |
| - | -------------------------------------------------------------------------------------------------- | ------------------------------------------- |
| 1 | Andre (31) elektromonteur en Jeroen (33) accountmanager horeca-apparatuur; buurmannen              | € 83.000, winnaars                          |
| 2 | Ellen (31) kandidaat notaris en Erik (32) commercieel technisch adviseur; ex-partners              | € 73.000                                    |
| 3 | Martijn van Strien (26) profvoetballer Stormvogels Telstar en Soraya (25) winkelbediende; partners | €73.000 (iets minder dan Ellen en Erik)     |
| 4 | Nancy (22) student en Sandy (20) student; zussen                                                   | €59.000                                     |
| 5 | Marieke (26) consultant en JP (27) accountmanager; partners                                        | Afgevallen na challenge met Jeroen en Andre |

#### Seizoen 4 - 2007
Locatie: Van Egmondstraat te Haarlem. Dit seizoen werd er voor het eerst gekozen om buiten Amsterdam Het Blok te organiseren, dit gebeurt in een vervallen gymzaal.
| # | Koppel                                                  | Meerwaarde                                      |
| - | ------------------------------------------------------- | ----------------------------------------------- |
| 1 | Carlos (25) en Minke (24)(vervingen Gertjan en Maartje) | € 54.310                                        |
| 2 | Andries (28) en Bianca (20)                             | € 40.000                                        |
| 3 | Erik (40) en Maartje(Maartje verving Remco) (28)        | € 38.130                                        |
| 4 | Sander (29) en Linda (27)                               | € 37.539                                        |
| 5 | Gertjan (30) en Maartje (28)                            | Stopten in verband met overlijden vader Gertjan |
| 6 | Remco (36)                                              | Stopte(werd vervangen door Maartje)             |

#### Seizoen 5 - 2008
Locatie: 1e Hugo de Grootstraat 14 te Amsterdam. De opnames vonden plaats van 14 juni tot en met 28/29 augustus.
| # | Koppel                                  | Meerwaarde                                                |
| - | --------------------------------------- | --------------------------------------------------------- |
| 1 | Alex & Linda (vervingen Eleanor & Roek) | € 0                                                       |
| 2 | Jeroen & Floortje                       | € 0                                                       |
| 3 | Yarno & Kristel                         | € 0                                                       |
| 4 | Frits & Petra                           | € 216 (winnaars)                                          |
| 5 | Eleanor & Roek                          | werden uit Het Blok verwijderd na flinke budgetproblemen. |

Van de vier koppels wisten alleen Frits & Petra een meerwaarde van slechts € 216 te creëren. Terwijl de rest met lege handen naar huis ging, inden zij de hoofdprijs van € 50.000.

#### Seizoen 6 - 2010
Locatie: Newtonstraat 99 te Amsterdam. Op Net5 werden sinds eind oktober 2009 weer spotjes getoond om kandidaten te werven voor Het Blok 2010. De afleveringen van dit seizoen waren anderhalf uur lang. De eerste aflevering, van 10 maart 2010, was zelfs twee uur lang. Het blok was deze keer niet in de zomermaanden, maar in de wintermaanden. De presentatie was deze keer in handen van een duo; naast Erik van der Hoff kwam Renate Verbaan erbij. Aan het einde van de achtste aflevering moesten Petra en Oene Het Blok verlaten, vanwege budgetproblemen en de matige kwaliteit van hun kluswerk. In de negende aflevering kwam het reservestel, Linda en Henk, in Het Blok. Het koppel Martine en Dennis dreigde eveneens uit de wedstrijd gezet te worden vanwege budgetproblemen en herhaaldelijk missen van de opleverdata. In hun geval werd echter gekozen om ze onder curatele te stellen van twee andere koppels (Monique & Maarten en Miek & Nienke). Dit hield in dat de twee stellen de financiën zouden beheren en zouden helpen bij de oplevering. Hiertegenover stond dat ze de helft van eventuele overwaarde en hoofdprijs zouden krijgen. Tijdens de 14e en laatste aflevering, op 16 juni 2010, werd bekend dat na de veiling Monique en Maarten als enige koppel een meerwaarde hadden gecreëerd. Zij wonnen, naast die meerwaarde, de hoofdprijs van € 50.000. Het koppel had bij aanvang de meeste ervaring met het plannen en uitvoeren van klussen en haalde gedurende de hele wedstrijd als enige alle opleveringen.
| # | Koppel                            | Verdieping                                       | Kleur                 | Meerwaarde |
| - | --------------------------------- | ------------------------------------------------ | --------------------- | ---------- |
| 1 | Monique (28) & Maarten (27)       | 1e verdieping                                    | Blauw (appartement 2) | € 2.273    |
| 2 | Linda (33) & Henk (28)            | 2e verdieping - invallers Petra & Oene na afl. 8 | Geel (appartement 3)  | € 0        |
| 3 | Monique ‘Miek’ (37) & Nienke (33) | Begane grond                                     | Rood (appartement 1)  | Geen bod   |
| 4 | Martine (26) & Dennis (27)        | 3e verdieping                                    | Groen (appartement 4) | Geen bod   |
| 5 | Petra (37) & Oene (36)            | 2e verdieping - weggestuurd in afl. 8            | Geel (appartement 3)  | -          |

#### Seizoen 7 - 2011
Locatie: Molukkenstraat 69 in de wijk Zeeburg in Amsterdam. Van juli tot en met september 2011 werd het zevende seizoen van Het Blok opgenomen door Net5. De uitzendingen beginnen 31 augustus 2011. De dertiende en laatste aflevering van dit seizoen was op 23 november 2011.
| # | Koppel                      | Etage    | Kleur | Uitslag                                                         |
| - | --------------------------- | -------- | ----- | --------------------------------------------------------------- |
| 1 | Martin (57) en Jessica (49) | 3e Etage | Geel  | Meerwaarde van € 10.146,65                                      |
| 2 | Stefan (38) en Astrid (38)  | 4e Etage | Blauw | Meerwaarde van € 19.798,85 (winnaars, wonnen tevens € 50.000,-) |
| 3 | John (26) en Kim (25)       | 1e Etage | Groen | Meerwaarde van € 6.685,12                                       |
| 4 | Wim (40) en Thom (30)       | 2e Etage | Rood  | Meerwaarde van € -1.895,06 (gingen naar huis met € 0,00)        |
| 5 | Krijn (35) en Suzanne (23)  | 3e Etage |       | Gediskwalificeerd wegens winkelen tijdens werktijd.             |

Hoewel de laatste woorden van Erik, aan het eind van de finale van seizoen 7, waren: "tot volgend jaar", was er geen nieuw seizoen in 2012. Wel wordt er sinds 2015 een soortgelijk programma uitgezonden, House Rules, waarbij vijf koppels elkaars appartementen moeten verbouwen en hiermee 2 jaar hypotheekvrij leven kunnen winnen. Dit programma wordt gepresenteerd door Daphne Bunskoek.

#### Seizoen 8 - 2024
In september 2023 werd er aangekondigd dat het programma weer terugkomt. De producent is productiehuis Twentytwo. Het nieuwe seizoen, bestaande uit 35 afleveringen, wordt gepresenteerd door Dennis van der Geest en ging op 22 april 2024 van start. Het Blok is dit seizoen Niersstraat 24 in de Amsterdamse Rivierenbuurt. Dit seizoen krijgt de winnaar € 100.000,-. Het wordt in tegenstelling tot voorgaande seizoenen niet wekelijks, maar elke werkdag uitgezonden.Dit seizoen moet er niet elke twee weken, maar elke week een kamer opgeleverd worden die wordt beoordeeld door de jury die de beste met een prijs beloont. De jury bestaat uit makelaar Maaike Huesmann en interieurstyliste Eva van de Ven. Het decor van het jurymoment en de weekopdrachten is De Patronage in Zaandam. De winnaar werd bepaald door de percentuele overwaarde per vierkante meter, omdat er een groot verschil zat in het aantal vierkante meters per appartement. De uiteindelijke winnaars, René en Jessica, hadden zowel qua overwaarde als qua percentage de hoogste score.
| # | Koppel                   | Verdieping    | Kleur | Meerwaarde         |
| - | ------------------------ | ------------- | ----- | ------------------ |
| 1 | René (49) & Jessica (50) | 1e verdieping | Rood  | € 157.202 (25,9%)  |
| 2 | Famke (49) & Hans (52)   | 2e verdieping | Groen | € 119.658 (19,57%) |
| 3 | Tim (40) & Anne          | 4e verdieping |       | € 66.921 (17,16%)  |
| 4 | Jaïr (23) & Anouk (28)   | 3e verdieping | Blauw | € 84.359 (13,01%)  |
| 5 | Sanne (27) & Daniël (26) | begane grond  | Geel  | € 32.410 (4,56%)   |

#### Seizoen 9 - 2025
Tijdens de laatste week van seizoen 8 werd duidelijk dat er een nieuw, negende, seizoen van Het Blok zou komen. Dit seizoen ging van start op 28 april 2025 en is het tweede seizoen dat buiten Amsterdam wordt georganiseerd. De locatie is het oude St. Catharina Ziekenhuis in Grave en er deden initieel zes koppels mee. Deze stellen sliepen in caravans in de tuin van het ziekenhuis totdat zij een slaapkamer hadden gerealiseerd in hun appartement. Ook kregen ze totdat ze een badkamer hadden gerealiseerd de beschikking over een cabine om in te douchen en naar de WC te gaan.  
De eerste oplevering, de eerste slaapkamer, werd door veel tegenslagen slechts door twee koppels gehaald. De rest van de slaapkamers kwam niet op tijd af. 
Dat klussen erg gevaarlijk kan zijn als er niet goed wordt opgelet bleek in de aflevering van 21 mei. Klushulp Richard sneed tijdens het snijden van een gipsplaat een deel van zijn vinger af met een flinke bloeding als gevolg. Hiervoor moest hij naar het ziekenhuis. Hier bleek het gelukkig mee te vallen, zodat hij een paar uur later weer terug kon naar het Blok.
Elke week spelen de koppels het spel "Hamertje Tik" waarbij ze om de beurt een spijker in een stuk hout moeten slaan. Elke kandidaat slaat per beurt 1 keer. Het koppel dat als eerste de spijker volledig in het hout slaat wint extra klusjesmannen.
Er werd streng gecontroleerd of alles goed werd opgeruimd. Elke keer dat dit niet goed ging en het blok vol troep lag, werd er gedreigd met een bouwstop. Op deze manier werden de koppels gedwongen om alles netjes op te ruimen.